# リコー杯新秀戦
新秀戦（しんしゅうせん、新秀赛）、リコー杯新秀戦（リコーはいしんしゅうせん、理光杯新秀赛）は、中国の囲碁の若手棋士による棋戦。2002年に新秀戦（新秀赛）として開始され、2006年からリコーがスポンサーとなって、リコー杯新秀戦となる。

## 新秀戦・リコー杯新秀戦
2002年に創設。出場者は17歳、三段以下の棋士。
- 第1期は紅金竜杯新秀戦（红金龙杯新秀赛）。棋士ランキング上位16名が各11局を行い、点数により優勝者を決定。
- 第2期は水井坊杯新秀戦（水井坊杯新秀赛）。72名の選手が各9局を行い、点数により優勝者を決定。
- 第3期は鋳本杯新秀戦（铸本杯新秀赛）。
- 第4期は常家荘園杯新秀戦（常家庄园杯新秀赛）。
- 2006年からリコー杯新秀戦（理光杯新秀赛）。予選を勝抜いた24名によるトーナメント。上位16名は、リコー杯囲棋戦に出場する。

- 主催 中国囲棋協会
- 協賛 (2006-)リコー
- 優勝賞金 3万元

新秀戦優勝者と決勝戦（左が優勝者）
2002年 馬笑冰 - 趙哲倫
2003年 丁烈 - 郭明鑫
2004年 朱元豪 - 周睿羊
2005年 孟泰齢 - 陶忻
リコー杯新秀戦優勝者と決勝戦（左が優勝者）
2006年 鄔光亜 - 尹航
2008年 江維傑 - 王偉
2009年 羋昱廷 - 周賀璽
2010年 連笑 -李豪傑
2011年 楊鼎新 - 范蘊若
2012年 李軒豪 - 楊鼎新
2013年 李欽誠 - 黄雲嵩
2014年 黄雲嵩 - 馬逸超